# Markus Schlosser

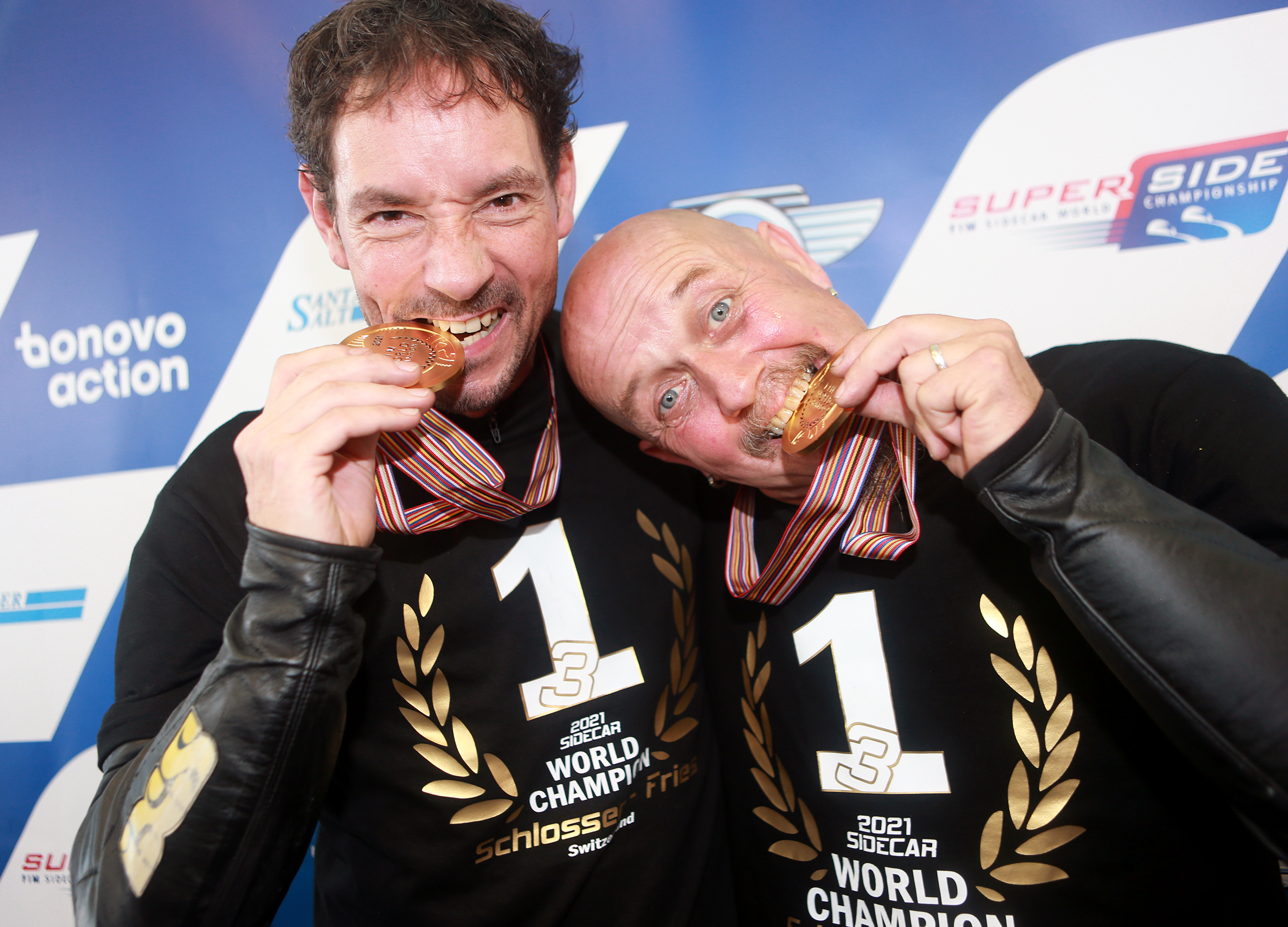
Markus Schlosser mit Beifahrer Marcel Fries bei der FIM Sidecar World Championship in Estoril Portugal 2021

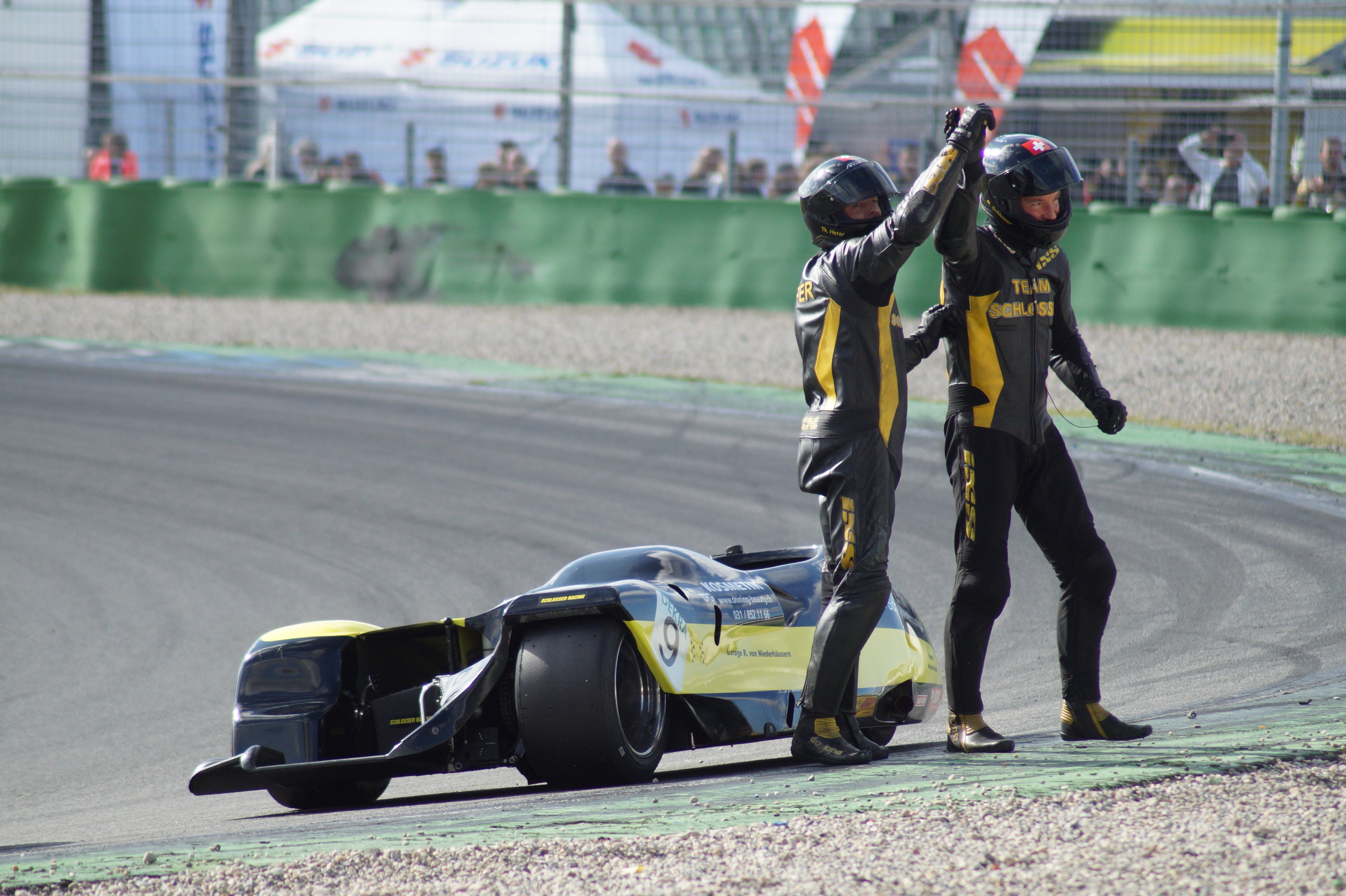
Markus Schlosser mit Beifahrer Thomas Hofer beim IDM-Finale am Hockenheimring 2017

Markus Schlosser (* 24. Januar 1972 in Seeberg) ist ein Schweizer Motorradrennfahrer, der im Seitenwagenrennsport aktiv ist. Sein Beifahrer in der Saison 2024 war der Deutsche Luca Schmidt.

## Karriere
Markus Schlosser begann seine Karriere in der Schweizer Seitenwagen-Meisterschaft, wo er 1992 und 1994 den Schweizer Meistertitel gewinnen konnte. In der Saison 1998 gelang ihm mit Gesamtrang 3 in der Seitenwagen-Weltmeisterschaft seine bis dahin stärkste Saison als Seitenwagen-Pilot. 2006 gewann er mit dem Österreicher Bernhard Wagner erstmals einen Deutschen Meistertitel in der Klasse IDM Sidecar auf einem LCR-Suzuki-Gespann. Fünf weitere Titel in der IDM folgten, 2017 gewann er zudem den niederländischen Meistertitel in der Seitenwagen-Klasse. 2021 wurde Schlosser, 26 Jahre nach seinem WM-Debüt und 23 Jahre nach seiner ersten Top-3-Platzierung, erstmals Seitenwagen-Weltmeister.

## Erfolge
| Jahr | Klasse                        | Titel       |
| ---- | ----------------------------- | ----------- |
| 1991 | Schweizer Meisterschaft       | Platz 3     |
| 1992 | Schweizer Meisterschaft       | Meister     |
| 1994 | Schweizer Meisterschaft       | Meister     |
| 1998 | Seitenwagen-Weltmeisterschaft | Platz 3     |
| 2004 | IDM Sidecar                   | Vizemeister |
| 2006 | IDM Sidecar                   | Meister     |
| 2007 | Seitenwagen-Weltmeisterschaft | Platz 3     |
| 2007 | IDM Sidecar                   | Meister     |
| 2009 | IDM Sidecar                   | Meister     |
| 2010 | IDM Sidecar                   | Meister     |
| 2017 | IDM Sidecar                   | Meister     |
| 2017 | Niederländische Meisterschaft | Meister     |
| 2019 | IDM Sidecar 600               | Vizemeister |
| 2020 | IDM Sidecar 600               | Meister     |
| 2021 | Seitenwagen-Weltmeisterschaft | Weltmeister |
| 2022 | Seitenwagen-Weltmeisterschaft | Vizemeister |
| 2024 | Seitenwagen-Weltmeisterschaft | Vizemeister |